# 西班牙人列表
西班牙人按职业分类，可以从以下各列表中查询。
- 西班牙君主列表
- 西班牙首相列表
- 西班牙艺术家列表（英语：List of Spanish artists）
- 西班牙演员列表（英语：List of Spanish actors）
- 西班牙作家列表（英语：List of Spanish writers）
  - 西班牙小说家列表（英语：List of Spanish novelists）
- 西班牙建筑家列表（英语：List of Spanish architects）
- 西班牙画家列表（英语：List of Spanish painters）
- 西班牙作曲家列表（英语：List of Spanish composers）
- 西班牙哲学家列表（英语：List of Spanish philosophers）
- 西班牙雕刻家列表（英语：List of Spanish sculptors）
- 西班牙电影导演列表（英语：List of Spanish film directors）
- 西班牙裔美国人列表（英语：List of Spanish Americans）

|  | 本条目是人物相关列表索引。 |